# Apám beájulna
Az Apám beájulna 2003-as magyar nagyjátékfilm, Salinger Richárd azonos című regényének adaptációja. A film két főszereplője a 17 éves Szarka (Gáspár Kata) és a 18 éves Barbi (Csősz Boglárka), rendezte Sas Tamás.
A filmet a kritikák leértékelően fogadták, a nézők előtt is erősen vegyes fogadtatásban részesült. Nehezményezték így a drága költségvetés mellett elkövetett technikai hibákat, a költséges külföldi forgatást, a színészek gyenge teljesítményét és a történet semmitmondó, üres, közhelyekkel és hamissággal teli tartalmát.

## Történet
A film elején a 17 éves Szarkát (Gáspár Kata) kirúgják a pizzériából, ahol azért dolgozott, hogy pénzt szerezzen a külföldi nyaraláshoz. Szarka kis termete ellenére igen nagyszájú és vagány, ezért könnyen rá tudja beszélni szüleiket, hogy leengedjék a Balatonra nyári melóra. Sikerül is munkát szereznie, bárpultosként dolgozik a Balatonon. Minden nagyon jól megy egészen addig, amíg meg nem jelenik Barbi (Csősz Boglárka), aki leginkább egy élő Barbie babára hasonlít. A hosszú combú, szőke hajú, elkényeztetett Barbit a szülei egy autóval együtt leteszik a Balatonon, ugyanis ők külföldre mennek.
Szarkát bosszantja, hogy Barbi minden férfit elhalászik előle. Utálata még jobban erősödik Barbi iránt, amikor megtudja, hogy legalább olyan jól röplabdázik, mint ő.
Egyik nap Barbi azzal az ötlettel áll Szarka elé, hogy utazzanak el. Így útnak is indulnak, Barbi pénzével és Szarka eszével, Krétára, egy luxusszállodába…

## Vélemények a filmről
A film költségvetésének nagyrészét a külföldön forgatott jelenetekre fordították.
Gőzsy Kati filmkritikája szerint a film szereplői híres színészek tinédzser klónjai. A főszereplő Barbi szinte prostituált módjára viselkedik, ahogy Szarkával fiúk után kutatva bejárja Európát. A film története közhelyes, olyasmit közvetít, mintha minden tizenéves lány fecsegő volna és csupán a szexen jár az eszük. A háttérben hallható monológ hangjátékká bénítja a filmet és ront a cselekmény menetén. A párbeszédek erőltetettek, kifejezéstelenek és semmi sincs, ami elterelné a figyelmet az üres szócsépléstől, a két fiatal szereplő játéka néhol természetes, máskor ripacskodáshoz hasonlít. A vágás ütemezése rossz, a film trükkök is silányak, míg egy bevágott klip-jelenet Gőzsy szerint maximum csak fiatalosította a képi világot a fiatalítás helyett.
A moziplissz.hu filmkritikája a filmet egy házi videofilmhez hasonlítja, amely túlságosan elkapkodja a cselekményt, az elbészélésmód elveszíti ezáltal a linearitását, emiatt időnként összefüggéstelenek a jelenetek. A film történetének nincs egysége, s nincs lehetőség a szellemi elmélyedésre az erőtlen párbeszédektől, így az egész tartalommentes. Az alapul szolgáló könyv a felnőtté válás traumatikus folyamatát mutatja be, amiből viszont a filmadaptációban semmi sem látható, a nehéz helyzeteket semmitmondó gesztusokkal oldják meg, ami a dramaturgiát hamissá teszi, a filmbeli emberi viszonyokat pedig hiteltelenné. Szarka és Barbi kapcsolata csak egyfajta egymás mellett való élés, nem érződik igazi barátság, a kalandjaik mesterkéltek, egyedül csak a kettejük közötti kontraszt az, ami megfelelő: Barbi, mint egy szőke és ledér csinibaba, addig Szarka szürke, önmarcangoló figura. A rendező bár érvelt amellett, hogy az amerikai tinifilmek egysíkúságát akarta megtörni, viszont az Apám beájulna még azoknál is egysíkúbb, ugyanis semmilyen mellékszála nincs a filmnek. Az ígéretekkel ellentétben az olyan szereplők, mint Kern András nem tudják kellően támogatni a film gyatra mivoltát, nem adnak ugyanis erős karaktereket. Az Apám beájulna egy színes mese, melynek csalókasága abban áll, hogy igaznak akar tűnni, azonkívül a kritika szerint felelőtlen üzenetet is közvetít, hogy a tinédzserek nehézségei elintézhetőek egy-egy együttérző simogatással vagy néhány tízezressel.

## Nézettség
A nézettségi adatok szerint 165 599 jegyet adtak el rá.